# Valentin Mankin
Valentin Grigor'evič Mankin (in russo Валентин Григорьевич Манкин?, in ucraino Валентин Григорович Манкін?, Valentyn Hryhorovyč Mankin; Kiev, 19 agosto 1938 – Viareggio, 1º giugno 2014) è stato un velista sovietico, dal 1992 ucraino, tre volte campione olimpico per l'Unione Sovietica.

## Biografia
Mankin, di origini ebree, si allenava al VSS Vodnik.
Ottenne i suoi primi trionfi olimpici alle Giochi olimpici 1968 a Città del Messico, quando dominò gli altri 35 avversari nella classe Finn, finendo primo o secondo in cinque delle sette regate, vincendo così la medaglia d'oro.
Nei Giochi olimpici estivi del 1972 a Monaco, Mankin cambiò classe e fece squadra con Vitalij Dyrdyra per vincere l'oro nella classe Tempest.
Ai Giochi olimpici 1976 a Montréal, vinse la medaglia d'argento con il nuovo partner, Vladislav Akimenko.
Partecipò con la classe Star alle olimpiadi di Mosca nel 1980, all'età di 41 anni insieme a Aleksandr Muzyčenko. La classifica si delineò solo nella regata finale, dove Mankin riuscì a vincere nuovamente la medaglia d'oro.
Alla fine degli anni ottanta si trasferì in Italia, a Livorno, dove venne nominato direttore e allenatore della Federazione Italiana Vela, allenando una delle migliori generazioni di velisti italiani. A Livorno fondò anche il centro di allenamento olimpico dedicato a Beppe Croce (Velista olimpico e Presidente della FIV).
Muore a Viareggio il 1º giugno 2014.

## Palmarès
- Giochi olimpici

Città del Messico 1968: oro nella classe Finn.
Monaco di Baviera 1972: oro nella classe Tempest.
Montréal 1976: argento nella classe Tempest.
Mosca 1980: oro nella classe Star.